# Liber XXIV philosophorum
Der Liber XXIV philosophorum (lateinisch für „Buch der 24 Philosophen“) ist eine aus 24 Thesen bestehende mittelalterliche Kompilation. Inhaltlich bestehen Übereinstimmungen mit Aussagen von Aristoteles, Plotin, Proklos, Augustinus, Pseudo-Dionysius Areopagita, Macrobius, Boethius und Eriugena sowie Parallelen zum Liber de causis. Durch eine wohl bewusste Fiktion wurde der Text dem Hermes Trismegistos zugeschrieben. Die Autorschaft ist ungeklärt. Der Text wird im 12. Jahrhundert bei Alanus ab Insulis zitiert, ab dem 13. Jahrhundert dann bei vielen Autoren.

Der Text gibt die Definitionen von 24 versammelten ungenannten Philosophen über die Frage, was Gott sei, wieder. Einige dieser Definitionen sind zu klassischen Topoi in der mystischen Literatur geworden, etwa die erste Definition: „Gott ist die Monade, die eine Monade erzeugt, indem sie ihre innere Glut reflektiert“, die zweite Definition: „Gott ist eine unendliche Sphäre, deren Mitte überall und deren Umkreis nirgends ist“ oder die 23. Definition „Gott ist das, wovon man eher kennt, was er nicht ist, als das, was er ist“.
Es gibt Übersetzungen des Traktates in deutscher, italienischer, spanischer, französischer, norwegischer, russischer Sprache.
Die vierundzwanzig Definitionen lauten in der Übersetzung von Kurt Flasch:
1. Gott ist die Monade, die eine Monade erzeugt und sie als einen einzigen Gluthauch auf sich zurückbeugt.
2. Gott ist die unendliche Kugel, deren Mittelpunkt überall und deren Umfang nirgends ist.
3. Gott ist ganz in allem, was in ihm ist.
4. Gott ist Geist, der ein Wort erzeugt und dabei Verbindung wahrt.
5. Gott ist das, worüber hinaus ein Besseres nicht gedacht werden kann.
6. Gott ist das, in Bezug auf das jedes Wesen nur eine Eigenschaft und jede Eigenschaft nichts ist.
7. Gott ist Grund ohne Grund, Prozess ohne Veränderung, Ziel ohne Ziel.
8. Gott ist die Liebe, die sich desto mehr verbirgt, je mehr wir sie haben.
9. Gott ist das, dem allein alles gegenwärtig ist, was der Zeit gehört.
10. Gott ist das, dessen Können nicht gezählt, dessen Sein nicht eingeschlossen, dessen Gutsein nicht begrenzt wird.
11. Gott ist jenseits des Seins, ist notwendig und genügt allein im Überfluss selbst.
12. Gott ist das, dessen Willen seiner gottschaffenden Macht seiner Gottheit gleichkommt.
13. Gott ist Ewigkeit, die in sich tätig ist, ohne sich dabei aufzuteilen oder eine Eigenschaft zu gewinnen.
14. Gott ist der Gegensatz zum Nichts vermittels des Seins.
15. Gott ist das Leben, dessen Weg zur Gestalt die Wahrheit und dessen Weg zur Einheit das Gutsein ist.
16. Gott ist das einzige Wesen, das seines Vorrangs wegen Wörter nicht bezeichnen und das auch Geistwesen der Unähnlichkeit wegen nicht erkennen.
17. Gott, das ist der Begriff nur von sich selbst, der kein Prädikat duldet.
18. Gott ist die Kugel, die so viele Punkte wie Umfänge hat.
19. Gott, das ist das unbewegt Immerbewegende.
20. Gott ist das einzige Wesen, das von seiner Selbsterkenntnis lebt.
21. Gott ist die Finsternis in der Seele, die zurückbleibt nach allem Licht.
22. Gott ist das, aus dem alles ist, ohne dass er aufgeteilt würde, durch den es ist, ohne dass er sich verändern würde, in dem es ist, ohne dass er sich mit ihm vermischen würde.
23. Gott ist das, was der Geist nur im Nichtwissen weiß.
24. Gott ist das Licht, das nicht gebrochen als Lichtglanz erscheint. Es dringt durch. Aber in den Dingen ist es nur Gottförmigkeit.

## Textausgaben und Übersetzungen
- Françoise Hudry (Hrsg.): Liber viginti quattuor philosophorum (= Corpus Christianorum, Continuatio Mediaevalis, Bd. 143 A). Brepols, Turnhout 1997, ISBN 2-503-04434-4 (kritische Edition mit ausführlicher Einleitung)
- Françoise Hudry (Hrsg.): Le Livre des XXIV Philosophes. Millon, Grenoble 1989 (Text mit französischer Übersetzung)
- Kurt Flasch: Was ist Gott? Das Buch der 24 Philosophen. Beck, München 2011, ISBN 978-3-406-60709-7 (Text mit deutscher Übersetzung und Kommentar)